# Código identificador de resina

Código de resina para el tereftalato de polietileno

El sistema Internacional ASTM de Códigos de Identificación de Resinas, abreviado como RIC, es un conjunto de símbolos que aparecen en los productos plásticos que identifican la resina plástica con la que se ha fabricado el producto. Fue desarrollado originalmente en 1988 por la Sociedad de la Industria del Plástico (hoy Asociación de la Industria del Plástico, PIA) de Estados Unidos, pero desde 2008 es administrado por ASTM International, una organización de estándares internacional.

## Historia
La estadounidense Sociedad de la Industria del Plástico introdujo el sistema de Código de Identificación de Resinas (RIC) en 1988, cuando la organización se llamaba Sociedad de la Industria del Plástico, Inc. (SPI). La SPI declaró que uno de los propósitos del sistema de códigos SPI original era «proporcionar un sistema nacional coherente para facilitar el reciclaje de plásticos posconsumo». El sistema ha sido adoptado por internacionalmente en programas de reciclaje como herramienta para ayudar en la clasificación de plásticos. El sistema contribuía parcialmente a que los recicladores en EE. UU. que trabajaban en instalaciones de recuperación y reciclaje de materiales pudieran clasificar y separar los artículos según su tipo de resina. Los plásticos deben reciclarse siempre por separado, con materiales de la misma composición, para preservar el valor del material reciclado y permitir su reutilización en otros productos tras ser reciclados.
En su forma original, los símbolos utilizados como parte del RIC consistían en flechas que giran en el sentido de las agujas del reloj para formar un triángulo que encierra un número. El número indica el orden cronológico de cuándo ese plástico se volvió reciclable:
- "1" significa que el producto está hecho de polietileno tereftalato (PET) (botellas de bebidas, vasos, otros envases, etc.)
- "2" significa polietileno de alta densidad (HDPE) (botellas, tazas, jarras de leche, etc.)
- "3" significa cloruro de polivinilo (PVC) (tuberías, revestimientos, pisos, etc.)
- "4" significa polietileno de baja densidad (LDPE) ( bolsas de plástico, anillos de seis paquetes, tubos, etc.)
- "5" significa polipropileno (PP) (autopartes, fibras industriales, envases de alimentos, etc.)
- "6" significa poliestireno (PS) (utensilios de plástico, espuma de poliestireno, bandejas de cafetería, etc.)
- "7" significa otros plásticos, como acrílico, nailon, policarbonato o ácido poliláctico (PLA).

Cuando se omite un número, las flechas dispuestas en triángulo forman el símbolo de reciclaje universal, un indicador genérico de reciclabilidad. Las revisiones posteriores del RIC han reemplazado las flechas con un triángulo sólido, con el fin de abordar la confusión del consumidor sobre el significado del RIC, y el hecho de que la presencia de un símbolo RIC en un artículo no necesariamente indica que vaya a ser reciclable.
En 2008, ASTM International se hizo cargo de la administración del sistema RIC y finalmente emitió ASTM D7611 — Práctica estándar para codificar artículos fabricados en plástico para la identificación de resinas. En 2013, esta norma fue revisada para cambiar el símbolo de marcado gráfico del RIC de las típicas flechas del símbolo de reciclaje a un triángulo sólido.
Desde su introducción, el RIC se ha utilizado a menudo como un significante de reciclabilidad, pero la presencia de un código en un producto de plástico no indica necesariamente que sea reciclable más que su ausencia significa que el objeto de plástico es necesariamente no reciclable.

## Códigos
| Código de Identificación de Plástico | Tipo de polímero plástico              | Propiedades                                                                                                | Usos comunes en envases y contenedores | Temperatura de fusión y Temperatura de transición vítrea (°C) |
| ------------------------------------ | -------------------------------------- | --- | --- | ------------------------------------------------------------- |
|                                      | Tereftalato de polietileno (PET, PETE) | Claridad, dureza, resistencia, barrera a los gases y al vapor.                                             | Bebidas gaseosas, botellas de agua y de condimentos para ensaladas; frascos de manteca de maní y mermeladas | Tf = 250; Tv = 76                                             |
|                                      | Polietileno de alta densidad (HDPE)    | Dureza, resistencia, resistencia a la humedad, permeabilidad al gas.                                       | Tuberías para agua, baldes de 10 litros, botellas para leche, jugo y agua; bolsas de compras, botellitas de champú y perfumes | Tf = 130; Tv = -125                                           |
|                                      | Policloruro de vinilo (PVC)            | Versatilidad, facilidad de mezclado, dureza, resistencia.                                                  | El PVC fue uno de los primeros plásticos utilizados para fabricar botellas para aceite y agua mineral y luego fue reemplazado por el PET, por considerarse menos tóxico. El film que se utiliza para envolver carne, fruta y verduras en los supermercados es PVC flexible. Más aún podríamos decir que casi el 50 % del agua potable que llega a nuestras viviendas son a través de tubos PVC (el resto de polietileno y otros), dado que el agua potable es considerado un alimento.Las bolsas de sangre y los catéteres que conducen suero y transfusiones a nuestro cuerpo son de PVC, desde hace más de 30 años salvando miles de vidas y conservando este líquido vital en las mejores condiciones y durante más tiempo que el vidrio al cual el PVC desplazó no encontrando a la fecha un sustituto. El PVC es además utilizado en un sinnúmero de aplicaciones, tanto en su forma rígida como flexible. Tubos para conducir agua, perfiles para fabricación de ventanas, aislación flexible para cables eléctricos, perfiles para cielorrasos, perfiles para persianas, pisos flexibles para el transporte público y para hospitales, tarjetas de crédito y debito, lonas para publicidad y cartelería, techados de estadios, cuero ecológico para todo tipo de aplicación como tapicería del hogar como automotriz, calzado deportivo, suelas de todo tipo de calzado, botas de lluvia, cualquier tipo de tela impermeabilizada, etc. | Tf = 240; Tv = 85                                             |
|                                      | Polietileno de baja densidad (LDPE)    | Facilidad de procesamiento, dureza, resistencia, flexibilidad, fácil de sellar, barrera al vapor.          | Bolsas para alimentos congelados; botellas exprimibles, ejemplo. miel, mostaza; tapas flexibles para contenedores. | Tf = 120; Tv = -125                                           |
|                                      | Polipropileno (PP)                     | Dureza, resistencia, resistencia al calor, productos químicos, grasa y aceite, versátil, barrera al vapor. | Vajilla reusable para microondas; elementos de cocina; contenedores para yogur; contenedores descartables para alimentos que se pueden poner en el microondas; tazas descartables; platos. | Tf = 173; Tv = -10                                            |
|                                      | Poliestireno (PS)                      | Versatilidad, claridad, fácil de darle forma                                                               | Cajas para huevos, tazas, platos, bandejas y cubiertos descartables; contenedores para alimentos take-away descartables; | Tf = 240 (solo isotactic); Tv = 100 (atactic e isotactic)     |
|                                      | Otro (a menudo policarbonato o ABS)    | Dependiente de los polímeros o combinación de polímeros                                                    | Botellas para gaseosas; mamaderas para bebes. Usos del policarbonato distintos de embalaje: discos compactos; cristales "irrompibles"; gabinetes de aparatos electrónicos; lentes incluidos lentes para sol, lentes recetados, lámparas para automóviles, escudos para manifestaciones, paneles de instrumentos; | Policarbonato: Tf = 225; Tv = 145                             |

## Informática
Los diferentes códigos de identificación se pueden representar mediante iconos Unicode ♳ (U + 2673), ♴ (U + 2674), ♵ (U + 2675), ♶ (U + 2676), ♷ (U + 2677), ♸ (U + 2678) y ♹ (U + 2679). Además está ♺ (U + 267A) que es la parte del símbolo sin el número o la sigla.